# جون إدوارد تومسون
جون إدوارد تومسون (بالإنجليزية: John Edward Thompson)‏ هو فنان ورسام أمريكي، ولد في 1882 في بوفالو في الولايات المتحدة، وتوفي في 1945.